# Leopardus vorohuensis
Leopardus vorohuensis — вимерлий вид ссавців з родини котових. Скам'янілості виду були знайдені у формації Вороуе (англ. Vorohué Formation) Аргентини. Це найраніша відома кішка з філогенетичної лінії оцелота. Палеонтолог Анналіса Берта (англ. Annalisa Berta) описала новий вид у 1983 році під назвою Felis vorohuensis. Типовий зразок складається з часткового скелета. Місцевість, де його ексгумували розташована на південно-східному морському узбережжі провінції Буенос-Айрес, у центрі сходу Аргентини. У 2007 році американський біолог і палеонтолог Джон Елрой перемістив вид до роду Leopardus, порівнявши численні американські скам'янілі види.